# Tönnies-Arena
Die Tönnies-Arena ist ein Fußballstadion auf dem Werksgelände des Tönnies Fleischwerks im Rheda-Wiedenbrücker Stadtteil Rheda, Kreis Gütersloh, Nordrhein-Westfalen. Sie dient als Spiel- und Trainingsstätte des Frauenfußball-Zweitligisten FSV Gütersloh 2009 sowie für Spiele der Betriebsmannschaften des Unternehmens, der Jugendmannschaften des FSC Rheda und des C-Kreisligisten BSC Rheda.
Das Stadion bietet 3.252 Besuchern auf Sitzplätzen und 1.000 weiteren auf Stehplätzen Platz. Zur Infrastruktur der Arena zählen drei Sprecherkabinen, sieben Presseplätze, 43 Ehrenplätze, Fitnessräume und eine Sauna. Im Umfeld des Stadions stehen 2.500 Parkplätze zur Verfügung.
Tönnies ist seit der Vereinsgründung des FSV Gütersloh 2009 dessen Hauptsponsor. Für die Austragung von Bundesligaspielen wird eine Sondergenehmigung des DFB benötigt, weil in dem Stadion Kunstrasen ausliegt. Diese wurde mit der Auflage erteilt, dass die jeweiligen Gegner dem Spielort zustimmen müssen. Tun sie dies nicht, spielt der FSV Gütersloh im Gütersloher Heidewaldstadion auf Naturrasen. Bis auf zwei Vereine stimmten alle Bundesligisten dem Spielort für die Saison 2012/13 zu.

## Geschichte
Die Tönnies-Arena wurde in fünfmonatiger Bauzeit auf einer Gesamtfläche von 12.000 m² errichtet. Die Baukosten betrugen fünf Millionen Euro. Offiziell eröffnet wurde das Stadion im Beisein von Franz Beckenbauer am 2. September 2012 mit einem Spiel der Traditionsmannschaften vom FC Schalke 04 und Borussia Dortmund, das von Sport1 live übertragen wurde. An diesem Tag wurde auch die Fußball-Talkshow Doppelpass aus dem Stadion gesendet. Bereits zuvor hatte der FSV Gütersloh zwei Testspiele in der Tönnies-Arena absolviert: am 19. August gegen den Regionalligisten VfL Bochum (2:0) und am 22. August gegen den Zweitligisten Herforder SV (1:0).
Am 6. März 2013 fand ein Testspiel der deutschen U-17-Nationalmannschaft gegen Georgien in der Tönnies-Arena statt. Vor ausverkauftem Haus siegte Deutschland mit 4:1. Drei Wochen später verlegte der DFB witterungsbedingt zwei Partien der zweiten Qualifikationsrunde zur U-17-Fußball-Europameisterschaft 2013 kurzfristig nach Rheda, welche ursprünglich im Montanhydraulik-Stadion in Holzwickede und im Wersestadion in Ahlen stattfinden sollten. Am 26. März gewann in der Tönnies-Arena zunächst die Ukraine gegen Estland mit 5:1 und dann vor 1.500 Zuschauern Deutschland mit 5:2 gegen Bulgarien.
Am 11. Mai 2013 wurde bekannt, dass es zwischen der Tönnies-Arena und Arminia Bielefeld eine Kooperation geben wird. Die Zusammenarbeit war zunächst auf die kommende Saison ausgerichtet. Beide Parteien hatten aber das Ziel, darüber hinaus langfristig zu kooperieren. Geregelt wurde vor allem eine umfangreiche Nutzungsmöglichkeit der Tönnies-Arena durch Arminia-Mannschaften von den Profis bis hin zu den Jugendteams für Testspiele und Trainingseinheiten.
Am 14. Juli 2013 segnete Pastor Thomas Hengstebeck von der katholischen Kirchengemeinde St. Clemens die Tönnies-Arena im Rahmen eines Familiengottesdienstes, an dem unter anderem Gerald Asamoah mitwirkte.
Am 25. August 2015 wurde das Regionalligaspiel zwischen dem SC Verl und dem SV Rödinghausen in der Tönnies-Arena ausgetragen.